# Luis Sánchez Cuervo
Luis Sánchez Cuervo (Carrión de Calatrava, província de Ciudad Real, 21 de juny de 1876 - Vicálvaro, 28 de novembre de 1936) fou un enginyer espanyol, acadèmic de la Reial Acadèmia de Ciències Exactes, Físiques i Naturals.

## Biografia
Llicenciat en enginyeria de camins, canals i ports, fou el número 1 de la seva promoció i posteriorment treballà com a catedràtic d'electrotècnia de l'Escola Especial d'Enginyers de Camins i com a professor de matemàtiques a l'Acadèmia d'Aguilar. Exercí de Director General d'Obres Públiques i va fer nombrosos estudis per construir ferrocarrils elèctrics, com la rampa de Payares, així com d'aprofitaments hidràulics i línies per transmetre energia.
Fou vocal de la Comissió Permanent Espanyola d'Electricitat i de la Comissió Internacional Electrotècnica, membre de la Societé Française des Electriciens i el 1922 fou escollit acadèmic de la Reial Acadèmia de Ciències Exactes, Físiques i Naturals, en la que ingressà amb el discurs La energía i de la que en seria Secretari de la Secció de Ciències Físiques.
L'esclat de la guerra civil espanyola el va sorprendre a Vicálvaro, on hi era destinat com a enginyer en cap. Detingut el 28 de novembre de 1936 per milicians del Front Popular, fou assassinat d'un tret al clatell poc després.